# Kellick Island
Kellick Island (in Argentinien Isla Dentada; sinngemäß für Gezähnte Insel) ist eine 800 m lange Insel im Archipel der Südlichen Shetlandinseln. Sie liegt 1,5 km nordöstlich des Round Point vor der Nordküste von King George Island.
Das UK Antarctic Place-Names Committee benannte sie 1960 in orthographisch falscher Schreibweise nach Adam Dickenson Kellock (1798–1862), Kapitän des britischen Robbenfängers Henry, der zwischen 1821 und 1822 in den Gewässern um die Südlichen Shetlandinseln operierte.